# 르 코르뷔지에의 건축 작품
르 코르뷔지에의 건축 작품은 20세기 근대 건축에 큰 영향을 끼친 건축가 르 코르뷔지에의 건축 작품들의 총칭이다. 이 가운데 예술성이 높고 혁신적으로 일컬어지는 건축 작품들이 2016년 제40회 세계유산위원회에서 '르 코르뷔지에의 건축 작품, 모더니즘 운동에 관한 탁월한 기여'라는 명칭으로 문화유산에 등재되었다. 독일, 벨기에, 스위스, 아르헨티나, 인도, 일본, 프랑스 등 7개국에 위치한 17개의 건축물들이 세계문화유산으로 지정되었다.

## 등재 과정

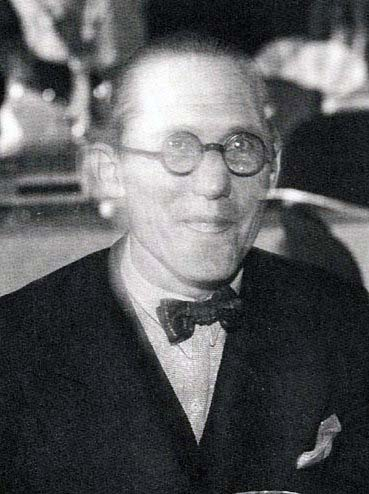
르 코르뷔지에 (1887-1965)

르 코르뷔지에의 건축 작품이 가장 많이 남아있는 프랑스에서 우선적으로 문화유산 등재를 시도했다. 2004년에 르 코르뷔지에의 건축물 중 스위스에 위치한 빌라 르 라크와 클라르테 공동 주택이 첫 잠정목록에 등록된 이후에 2016년에 등재될 때까지 세계유산위원회는 3차례에 걸쳐 르 코르뷔지에의 건축 작품의 등록을 보류하였다. 이후 여러 차례 수정을 거치고 관련 국가의 참여를 독려하여 후보를 추린 결과 최종적으로 7개국의 17곳이 후보로 결정되었다. 이후 등재를 재신청한 결과 2016년 제40회 세계유산위원회에서 문화유산에 등재되었다.

## 특징
르 코르뷔지에는 스위스 태생의 프랑스의 건축가이자 도시 계획가로서, 근대 건축의 5원칙을 정립하였다. 그의 건축 작품들은 공동 주택, 공장, 미술관, 종교 건축 등 다양하다. 세계 각지에 설계된 르 코르뷔지에의 건축 작품 중 근대 건축의 5원칙에 부합하며 20세기 건축의 국제화를 예증하는 걸작으로 선정된 7개국 17개 건축물이 문화유산에 등재되었다. 이 건축물들은 20세기 다변하는 건축의 진화 과정에서 혁신에 대한 새로운 사회적 요구에 부응하고, 새로운 건축 기술을 적용하여 창조적이고 획기적인 방법으로 모더니즘 운동에 공헌한 점이 높이 평가되었다. 국경을 접한 이웃 국가나, 한 대륙 안에서 세계유산의 공동 등재가 아닌 유럽과 아시아, 아메리카를 아우르는 대륙을 초월하는 국제적 문화유산의 공동 등재는 르 코르뷔지에의 건축 작품이 최초이다.

## 목록
| No. | 사진 | 명칭                                                           | 소재국     | 소재 도시              | 설립연도      | 유네스코 지정번호 |
| 1   |      | 라로슈-잔레 주택 Maisons La Roche et Jeanneret                 | 프랑스     | 일드프랑스             | 1925년        | 1321-001          |
| 2   |      | 레만호의 빌라 르 라크 Petite villa au bord du lac Léman        | 스위스     | 보주                   | 1924년        | 1321-002          |
| 3   |      | 페사크 주거 단지 Cité Frugès de Pessac                         | 프랑스     | 누벨아키텐             | 1925년        | 1321-003          |
| 4   |      | 귀에뜨 아틀리에 Maison Guiette                                 | 벨기에     | 안트베르펜주           | 1927년        | 1321-004          |
| 5   |      | 바이센호프 지들룽 Maisons de la Weissenhof-Siedlung            | 독일       | 바덴뷔르템베르크주     | 1927년        | 1321-005          |
| 6   |      | 빌라 사부아 Villa Savoye et loge du jardiner                   | 프랑스     | 일드프랑스             | 1928년~1931년 | 1321-006          |
| 7   |      | 클라르테 공동 주택 Immeuble Clarté                             | 스위스     | 제네바주               | 1932년        | 1321-007          |
| 8   |      | 몰리토르 공동 주거 단지 Immeuble locatif à la Porte Molitor    | 프랑스     | 일드프랑스             | 1934년        | 1321-008          |
| 9   |      | 유니테 다비타시옹 공동 주거 단지 Unité d’habitation Marseille  | 프랑스     | 프로방스알프코트다쥐르 | 1952년        | 1321-009          |
| 10  |      | 생디에 공장 La Manufacture à Saint-Dié                         | 프랑스     | 보주                   | 1951년        | 1321-010          |
| 11  |      | 쿠루체트 하우스 Maison du docteur Curutchet                    | 아르헨티나 | 부에노스아이레스       | 1953년        | 1321-011          |
| 12  |      | 롱샹 순례자 성당 Chapelle Notre-Dame-du-Haut de Ronchamp       | 프랑스     | 보주                   | 1955년        | 1321-012          |
| 13  |      | 카바농 Cabanon de Le Corbusier                                 | 프랑스     | 프로방스알프코트다쥐르 | 1952년        | 1321-013          |
| 14  |      | 주 의회 의사당 Complexe du Capitole                            | 인도       | 찬디가르               | 1962년        | 1321-014          |
| 15  |      | 생 마리 드 라투레트 수도원 Couvent Sainte-Marie-de-la-Tourette | 프랑스     | 오베르뉴론알프         | 1960년        | 1321-015          |
| 16  |      | 국립서양미술관 Musée National des Beaux-Arts de l’Occident     | 일본       | 도쿄도                 | 1959년        | 1321-016          |
| 17  |      | 피르미니 문화 센터 Maison de la Culture de Firminy             | 프랑스     | 오베르뉴론알프         | 1952년        | 1321-017          |

## 국가별 분포
| 프랑스 | 벨기에                                           | 스위스                                                           | 아르헨티나                                             |
| --- | ------------------------------------------------ | ---------------------------------------------------------------- | ------------------------------------------------------ |
| 라로슈-잔레 주택 · 빌라 사부아페사크 · 주거 단지몰리토르유니테 · 다비타시옹생디에 공장롱샹 성당카바농라투레트 · 수도원피르미니르 코르뷔지에의 건축 작품(프랑스) | 귀에뜨 아틀리에르 코르뷔지에의 건축 작품(벨기에) | 빌라 르 라크클라르테 · 공동주택르 코르뷔지에의 건축 작품(스위스) | 쿠루체트 하우스르 코르뷔지에의 건축 작품(아르헨티나) · |
| 독일 | 인도                                             | 일본                                                             | 쿠루체트 하우스르 코르뷔지에의 건축 작품(아르헨티나) · |
| 바이센호프 지들룽르 코르뷔지에의 건축 작품(독일) | 주 의회 의사당르 코르뷔지에의 건축 작품(인도)    | 국립서양미술관르 코르뷔지에의 건축 작품(일본)                    | 쿠루체트 하우스르 코르뷔지에의 건축 작품(아르헨티나) · |

## 등록기준
| (ⅰ) | 인간의 창의성으로 빚어진 걸작을 대표할 것 to represent a masterpiece of human creative genius; |
| (ⅱ) | 오랜 세월에 걸쳐 또는 세계의 일정 문화권 내에서 건축이나 기술 발전, 기념물 제작, 도시 계획이나 조경 디자인에 있어 인간 가치의 중요한 교환을 반영할 것 to exhibit an important interchange of human values, over a span of time or within a cultural area of the world, on developments in architecture or technology, monumental arts, town-planning or landscape design; |
| (ⅵ) | 사건이나 실존하는 전통, 사상이나 신조, 보편적 중요성이 탁월한 예술 및 문학 작품과 직접 또는 가시적으로 연관될 것 to be directly or tangibly associated with events or living traditions, with ideas, or with beliefs, with artistic and literary works of outstanding universal significance.                                                                             |